# Los cuatro muleros
 (mars 2022).
La mise en forme du texte ne suit pas les recommandations de Wikipédia : il faut le « wikifier ».
Les points d'amélioration suivants sont les cas les plus fréquents. Le détail des points à revoir est peut-être précisé sur la page de discussion.
- Les titres sont pré-formatés par le logiciel. Ils ne sont ni en capitales, ni en gras.
- Le texte ne doit pas être écrit en capitales (les noms de famille non plus), ni en gras, ni en italique, ni en « petit »…
- Le gras n'est utilisé que pour surligner le titre de l'article dans l'introduction, une seule fois.
- L'italique est rarement utilisé : mots en langue étrangère, titres d'œuvres, noms de bateaux, etc.
- Les citations ne sont pas en italique mais en corps de texte normal. Elles sont entourées par des guillemets français : « et ».
- Les listes à puces sont à éviter, des paragraphes rédigés étant largement préférés. Les tableaux sont à réserver à la présentation de données structurées (résultats, etc.).
- Les appels de note de bas de page (petits chiffres en exposant, introduits par l'outil «  Source ») sont à placer entre la fin de phrase et le point final[comme ça].
- Les liens internes (vers d'autres articles de Wikipédia) sont à choisir avec parcimonie. Créez des liens vers des articles approfondissant le sujet. Les termes génériques sans rapport avec le sujet sont à éviter, ainsi que les répétitions de liens vers un même terme.
- Les liens externes sont à placer uniquement dans une section « Liens externes », à la fin de l'article. Ces liens sont à choisir avec parcimonie suivant les règles définies. Si un lien sert de source à l'article, son insertion dans le texte est à faire par les notes de bas de page.
- La présentation des références doit suivre les conventions bibliographiques. Il est recommandé d'utiliser les modèles {{Ouvrage}}, {{Chapitre}}, {{Article}}, {{Lien web}} et/ou {{Bibliographie}}. Le mode d'édition visuel peut mettre en forme automatiquement les références.
- Insérer une infobox (cadre d'informations à droite) n'est pas obligatoire pour parachever la mise en page.

Pour une aide détaillée, merci de consulter Aide:Wikification.
Si vous pensez que ces points ont été résolus, vous pouvez retirer ce bandeau et améliorer la mise en forme d'un autre article.
Los cuatro muleros est une chanson populaire espagnole.
Elle a été compilée par Federico García Lorca dans sa Collection de Chansons Populaires espagnoles,[1] et interprétée par des artistes tels que La Argentinita ou la soprano Teresa Berganza.

## Histoire
Cataloguée dans la base de données du patrimoine culturel immatériel de l'Andalousie en tant que chanson des muletiers des régions montagneuses, et plus ancienne que la copla andalouse de 1920,[3] bien que souvent associée aux chansons de la Guerre Civile espagnole,[4] sa mélodie a servi pour différentes coplas de miliciens lors de la défense de Madrid.,

## La version de Federico García Lorca
En 1931, Federico García Lorca et “La Argentinita” se réunissent pour enregistrer cinq disques pour le label La Voix de son maître. Les dix thèmes choisis parmi la musique traditionnelle espagnole sont : Zorongo gitano, Los cuatro muleros, Anda Jaleo, En el Café de Chinitas, Las tres hojas, Los mozos de Monleón, Los Pelegrinitos, Nana de Sevilla, Sevillanas del siglo XVIII et Las morillas de Jaén. C'est “La Argentinita” qui interprète la majeure partie des titres, accompagnée par Lorca au piano. Seul Anda Jaleo est également accompagné par un orchestre: 

« De los cuatro muleros,

que van al campo,

el de la mula torda,

moreno y alto.

De los cuatro muleros,

que van al agua,

el de la mula torda,

me roba el alma.

De los cuatro muleros,

que van al río,

el de la mula torda,

es mi marío.

A qué buscas la lumbre

la calle arriba

si de tu cara sale

la brasa viva. »

## Autres versions
- La chanteuse et actrice mexicaine Rosa de castilla (es) l'a interprétée avec l'accent andalou dans le film Dos corazones y un cielo (1959).
- La chanteuse espagnole Flor de Córdoba l'a enregistrée pour RCA Victor en 1963[5].
- L'artiste espagnole Paquita Rico l'a enregistrée sous le titre « El quinto de los cuatro » pour Discos Belter (es) en 1966.